# Механизм Гротгуса

Механизм Гротгуса — механизм переноса протонов, или же протонных дефектов в средах, где имеется водородная связь. Этот физический механизм был впервые предсказан Теодором фон Гротгусом. Передача иона водорода по цепочке связанных водородными связями молекул воды проходит в несколько стадий («эстафетный» механизм), практически же скорость «движения протонов в растворителе» определяется скоростью поляризации молекул растворителя.

## История
В своей работе «Theory of decomposition of liquids by electrical currents» (1806), Гротгус предложил теорию, объясняющую аномальную электропроводность воды..
В 2005 г. удалось в эксперименте зафиксировать стадии процесса «перескока» протонов в среде. 

## Аномальная подвижность протонов
Механизм Гротгуса поясняет аномально большие значения коэффициентов диффузии протонов по сравнению с коэффициентами диффузии различных ионов. В таблице приведены коэффициенты диффузии катионов, связанные с тепловыми колебаниями (Броуновское движение).
Таблица
| Катион | Подвижность ( см2 В−1 s−1) |
| NH4+   | 0.763⋅10−3                 |
| Na+    | 0.519⋅10−3                 |
| K+     | 0.762⋅10−3                 |
| H+     | 3.62⋅10−3                  |